# Kadosactis spitsbergensis
Kadosactis spitsbergensis är en havsanemonart som först beskrevs av Daniel Cornelius Danielssen 1890.  Kadosactis spitsbergensis ingår i släktet Kadosactis och familjen Sagartiidae. Inga underarter finns listade i Catalogue of Life.